# Sri-lankische Frauen-Cricket-Nationalmannschaft in den West Indies in der Saison 2012
Die Tour der sri-lankischen Cricket-Nationalmannschaft in die West Indies in der Saison 2012 fand vom 25. April bis zum 9. Mai 2012 statt. Die internationale Cricket-Tour war Bestandteil der Internationalen Cricket-Saison 2012 und umfasste drei WODIs und fünf WTwenty20s. Die West Indies gewannen die WODI-Serie 2–1 und die WTwenty20-Serie 3–1.

## Vorgeschichte
Für die beiden Mannschaften war es die erste Tour der Saison. Das letzte Aufeinandertreffen der beiden Mannschaften bei einer Tour fand in der Saison 2010 in den West Indies statt.

## Stadien
Die folgenden Stadien wurden für die Tour als Austragungsort vorgesehen.
| Stadt         | Land                | Stadion           | Kapazität | Spiele                |
| ------------- | ------------------- | ----------------- | --------- | --------------------- |
| Bridgetown    | Barbados            | Kensington Oval   | 11.000    | 1. WODI; 1. & 2. WT20 |
| Lucas Street  | Barbados            | Windward Park     |           | 2. & 3. WODI          |
| Port of Spain | Trinidad und Tobago | Queen’s Park Oval | 25.000    | 3. – 5. WT20          |

## Kaderlisten
| WODI | WODI | WTwenty20 | WTwenty20 |
| West Indies | Sri Lanka | West Indies | Sri Lanka |
| --- | --- | --- | --- |
| - Merissa Aguilleira (K, wk) - Shemaine Campbelle - Shanel Daley - Deandra Dottin - Pearl Etienne - Stacy-Ann King - Natasha McLean - Anisa Mohammed - Subrina Munroe - Juliana Nero - Amanda Samaroo - Shakera Selman - Tremayne Smartt - Stafanie Taylor | - Dilani Manodara (K, wk) - Chamari Atapattu - Dharshani Dharmasiri - Sandamali Dolawatte - Inoka Galagedara - Chandima Gunaratne - Yasoda Mendis - Inoka Ranaweera - Deepika Rasangika - Chamani Seneviratna - Dilhani Siriwardene - Shashikala Siriwardene - Prasadani Weerakkody - Sripali Weerakkody | - Merissa Aguilleira (K, wk) - Shemaine Campbelle - Shanel Daley - Deandra Dottin - Pearl Etienne - Stacy-Ann King - Natasha McLean - Anisa Mohammed - Subrina Munroe - Juliana Nero - Amanda Samaroo - Shakera Selman - Tremayne Smartt - Stafanie Taylor | - Dilani Manodara (K, wk) - Chamari Atapattu - Dharshani Dharmasiri - Sandamali Dolawatte - Inoka Galagedara - Chandima Gunaratne - Yasoda Mendis - Inoka Ranaweera - Deepika Rasangika - Chamani Seneviratna - Dilhani Siriwardene - Shashikala Siriwardene - Prasadani Weerakkody - Sripali Weerakkody |

## Women’s One-Day Internationals

### Erstes WODI in Bridgetown
| 25. April Scorecard | Bridgetown | West Indies 228-6 (50)          | – | Sri Lanka 140 (42.3) |
|                     |            | West Indies gewinnt mit 88 Runs |   |                      |

Die West Indies gewannen den Münzwurf und entschieden sich als Schlagmannschaft zu beginnen. Als Spielerin des Spiels wurde Shanel Daley ausgezeichnet.

### Zweites WODI in Lucas Street
| 27. April Scorecard | Lucas Street | West Indies 197-9 (50)         | – | Sri Lanka 200-9 (49.4) |
|                     |              | Sri Lanka gewinnt mit 1 Wicket |   |                        |

Sri Lanka gewann den Münzwurf und entschied sich als Feldmannschaft zu beginnen. Als Spielerin des Spiels wurde Chamani Seneviratna ausgezeichnet.

### Drittes WODI in Lucas Street
| 29. April Scorecard | Lucas Street | West Indies 168-7 (40)                       | – | Sri Lanka 131 (38.4) |
|                     |              | West Indies gewinnt mit 45 Runs (D/L method) |   |                      |

Sri Lanka gewann den Münzwurf und entschied sich als Feldmannschaft zu beginnen. Als Spielerin des Spiels wurde Shanel Daley ausgezeichnet.

## Women’s Twenty20 Internationals

### Erstes WTwenty20 in Bridgetown
| 1. Mai Scorecard | Bridgetown | West Indies 127-7 (20)          | – | Sri Lanka 104-8 (20) |
|                  |            | West Indies gewinnt mit 23 Runs |   |                      |

Die West Indies gewannen den Münzwurf und entschieden sich als Schlagmannschaft zu beginnen. Als Spielerin des Spiels wurde Shanel Daley ausgezeichnet.

### Zweites WTwenty20 in Bridgetown
| 2. Mai Scorecard | Bridgetown | West Indies 129-4 (20)         | – | Sri Lanka 122-9 (20) |
|                  |            | West Indies gewinnt mit 7 Runs |   |                      |

Die West Indies gewannen den Münzwurf und entschieden sich als Schlagmannschaft zu beginnen. Als Spielerin des Spiels wurde Stafanie Taylor ausgezeichnet.

### Drittes WTwenty20 in Port of Spain
| 6. Mai Scorecard | Port of Spain | Sri Lanka 77-8 (16/16)            | – | West Indies 80-7 (15.1/16) |
|                  |               | West Indies gewinnt mit 3 Wickets |   |                            |

Sri Lanka gewann den Münzwurf und entschied sich als Schlagmannschaft zu beginnen. Als Spielerin des Spiels wurde Shemaine Campbelle ausgezeichnet.

### Viertes WTwenty20 in Port of Spain
| 7. Mai Scorecard | Port of Spain | Sri Lanka 94-7 (20)           | – | West Indies 80-9 (20) |
|                  |               | Sri Lanka gewinnt mit 14 Runs |   |                       |

Sri Lanka gewann den Münzwurf und entschied sich als Schlagmannschaft zu beginnen. Als Spielerin des Spiels wurde Maduri Samuddika ausgezeichnet.

### Fünftes WTwenty20 in Port of Spain
| 9. Mai Scorecard | Port of Spain | West Indies 92-5 (18.2) | – | Sri Lanka |
|                  |               | No Result               |   |           |

Die West Indies gewannen den Münzwurf und entschieden sich als Schlagmannschaft zu beginnen.

## Auszeichnungen

### Player of the Series
Als Player of the Series wurden der folgende Spieler ausgezeichnet.
| Serie | Player of the Series |
| ----- | -------------------- |
| WODI  | Shanel Daley         |
| WT20  | Stafanie Taylor      |

### Player of the Match
Als Player of the Match wurden die folgenden Spielerinnen ausgezeichnet.
| Spiel   | Player of the Match |
| ------- | ------------------- |
| 1. WODI | Shanel Daley        |
| 2. WODI | Chamani Seneviratna |
| 3. WODI | Shanel Daley        |
| 1. WT20 | Shanel Daley        |
| 2. WT20 | Stafanie Taylor     |
| 3. WT20 | Shemaine Campbelle  |
| 4. WT20 | Maduri Samuddika    |
| 5. WT20 | –                   |